# Bence Biczó
Bence Biczó (Pécs, 19 de enero de 1993) es un deportista húngaro que compitió en natación, especialista en el estilo mariposa.
Ganó dos medallas de plata en el Campeonato Europeo de Natación, en los años 2012 y 2014, y una medalla de bronce en el Campeonato Europeo de Natación en Piscina Corta de 2010.

## Palmarés internacional
| Campeonato Europeo                  | Campeonato Europeo       | Campeonato Europeo | Campeonato Europeo |
| Año                                 | Lugar                    | Medalla            | Prueba             |
| ----------------------------------- | ------------------------ | ------------------ | ------------------ |
| 2012                                | Debrecen (Hungría)       | Medalla de plata   | 200 m mariposa     |
| 2014                                | Berlín (Alemania)        | Medalla de plata   | 200 m mariposa     |
| Campeonato Europeo en Piscina Corta |                          |                    |                    |
| Año                                 | Lugar                    | Medalla            | Prueba             |
| 2010                                | Eindhoven (Países Bajos) | Medalla de bronce  | 200 m mariposa     |